# Terra de Minas
Terra de Minas é um programa de variedades semanal brasileiro sobre a cultura típica de todas as regiões de Minas Gerais, produzido pela TV Globo Minas e transmitido em alta definição.

## Produção
O programa é exibido aos sábados, em todas as regiões de Minas Gerais. Nas regiões cobertas pela Globo Minas, InterTVs Grande Minas e dos Vales, o programa é exibido nas regiões cobertas pela Rede Integração e na EPTV Sul de Minas. A TV Globo Internacional o retransmite em 140 países.
O Terra de Minas foi o primeiro programa da emissora a ser totalmente produzido e exibido em alta definição, a partir de abril de 2008, na fase inicial de implantação do sinal digital no estado.
É apresentado e produzido pelos repórteres da TV Globo Minas, em esquema de rodízio. Entre 2001 e 2002,  foi produzido e apresentado por Juliana Perdigão, entre 2003 e 2005, Vivian Santos passou a comandar a atração, e Juliana voltou ao comando do programa entre 2006 e 2018,.

#### Mudança de horário
Em 31 de outubro de 2015, a TV Globo Minas passou a exibir o programa às 14h, substituindo o Moda e Estilo. Após a mudança, a EPTV Sul de Minas deixou de transmitir o programa, optando por continuar com a transmissão do Terra da Gente para esta região. Entretanto, retomou a apresentação nas manhãs de domingo. Em março de 2016, a Rede Integração, que exibia uma versão reduzida do semanal, deixa de transmitir o programa na sua área de cobertura, optando pelo aumento do tempo de exibição dos programas Tô Indo e Carona. A partir de maio de 2021, o programa passa a ser exibido na parte da manhã.